# Integrated in the System of Guilt
Integrated in the System of Guilt – dziesiąty album studyjny polskiej grupy muzycznej Moonlight. Wydawnictwo ukazało się 6 listopada 2006 roku nakładem wytwórni muzycznej Metal Mind Productions. 
W ramach promocji do utworów "Plasterek" oraz "Reset" zostały zrealizowane teledyski. Nagrania zostały zarejestrowane we wrocławskim studiu Fonoplastykon we współpracy z producentem muzycznym Marcinem Borsem.

## Lista utworów
Opracowano na podstawie materiału źródłowego.
1. "Plasterek" – 10:22
2. "Zapomnienie" – 5:34
3. "Chodź za mną" – 3:39
4. "Noom" – 4:09
5. "Na lepsze" – 11:49
6. "Wedle woli twej" – 6:28
7. "Reset" – 10:46
8. "Redrum" – 7:09

## Twórcy
Opracowano na podstawie materiału źródłowego.
| - Maja Konarska – śpiew - Andrzej Kutys – gitara, e-bow, keyboard - Michał Podciechowski – gitara, gitara basowa, keyboard - Kuba Maciejewski – keyboard, fortepian - Krzysztof Mędrala – perkusja - Łukasz Matuszyk – akordeon, bandoneon | - Adam Sypuła – gościnnie śpiew - Marcin Bors – inżynieria, produkcja, e-bow, gitara, keyboard, programowanie, mastering, miksowanie - Żana Siaczyńska – zdjęcia - Marta Jelonek – oprawa graficzna - Damian Zubrzycki – oprawa graficzna |